# Alur (Tamil Nadu)
Alur es una ciudad y nagar Panchayat situada en el distrito de Kanyakumari en el estado de Tamil Nadu (India). Su población es de 15063 habitantes (2011). Se encuentra a 10 km de Nagercoil y a 77 km de Tirunelveli. 

## Demografía
Según el censo de 2011 la población de Alur era de 15063 habitantes, de los cuales 7460 eran hombres y 7603 eran mujeres. Alur tiene una tasa media de alfabetización del 92,71%, superior a la media estatal del 80,09%: la alfabetización masculina es del 94,94%, y la alfabetización femenina del 90,52%.